# 반데를레이 파리아스 다 시우바
반데를레이 파리아스 다 시우바(포르투갈어: Vanderlei Farias da Silva, 1984년 2월 1일 ~ )는 브라질의 축구 선수로 포지션은 골키퍼이다. 현재 빌라 노바 FC에서 활약하고 있다.

## 선수 경력
2015년 1월 23일 반데를레이는 브라질의 명문팀인 산투스 FC로 이적했으며 계약기간은 3년이었다.